# Estado de Peleliu

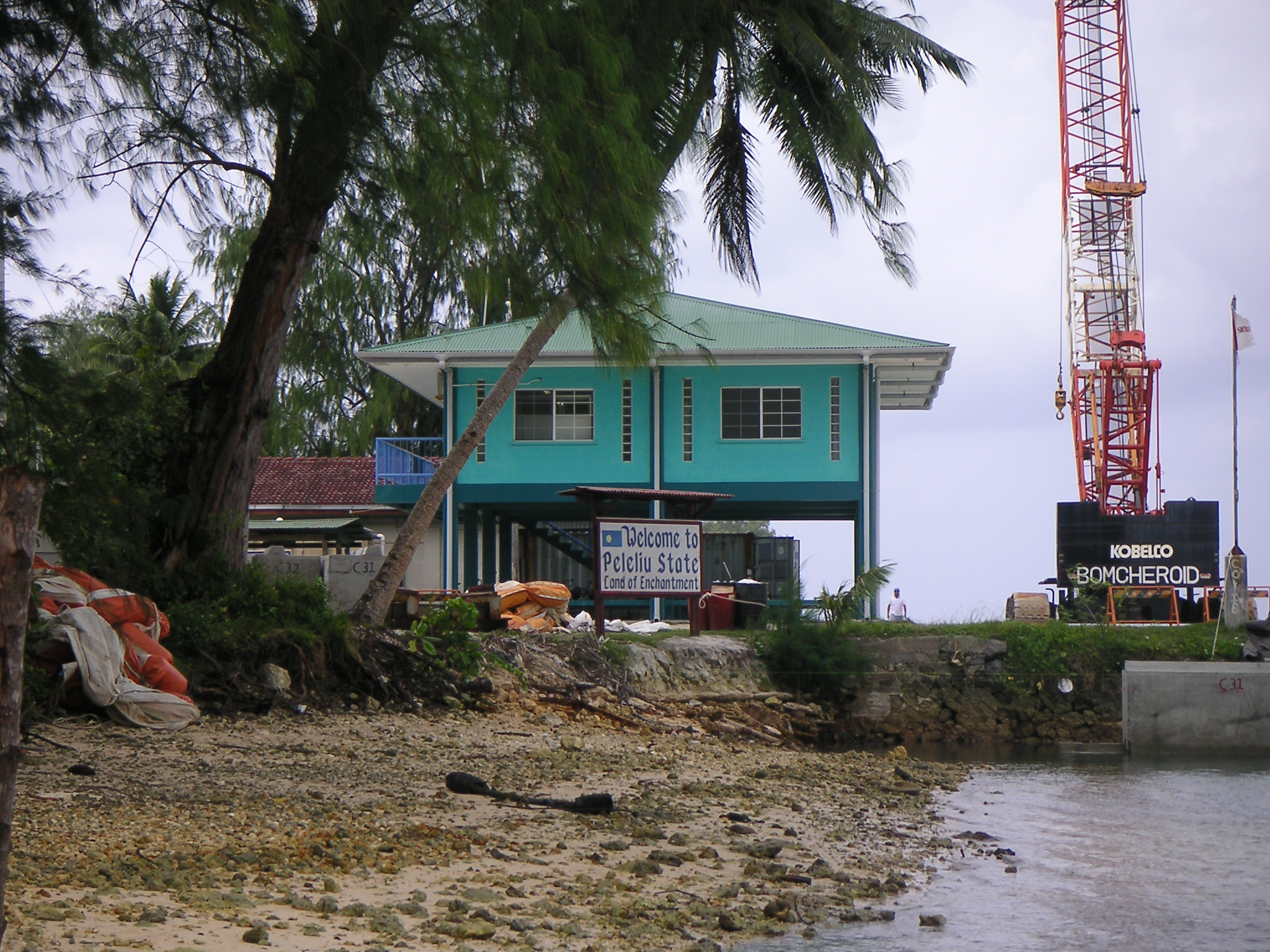
Puerto al norte de Peleliu.

Peleliu o Beliliou constituye uno de los dieciséis estados de Palaos. Está situada al noroeste del estado de Angaur y al suroeste de las islas Chelbacheb. Tiene una extensión de 13 km² y una población de 702 personas (en 2005), siendo así el tercer estado más poblado del país.

## Historia
El primer avistamiento de Peleliu, Babeldaob y Koror registrado por los occidentales fue realizado por la expedición española de Ruy López de Villalobos a finales de enero de 1543. Las islas fueron llamadas originalmente Los Arrecifes (en Español). En noviembre y diciembre de 1710 estas tres islas fueron nuevamente visitadas y exploradas por la expedición misionera española comandada por el sargento mayor Francisco Padilla a bordo del patache Santísima Trinidad. 

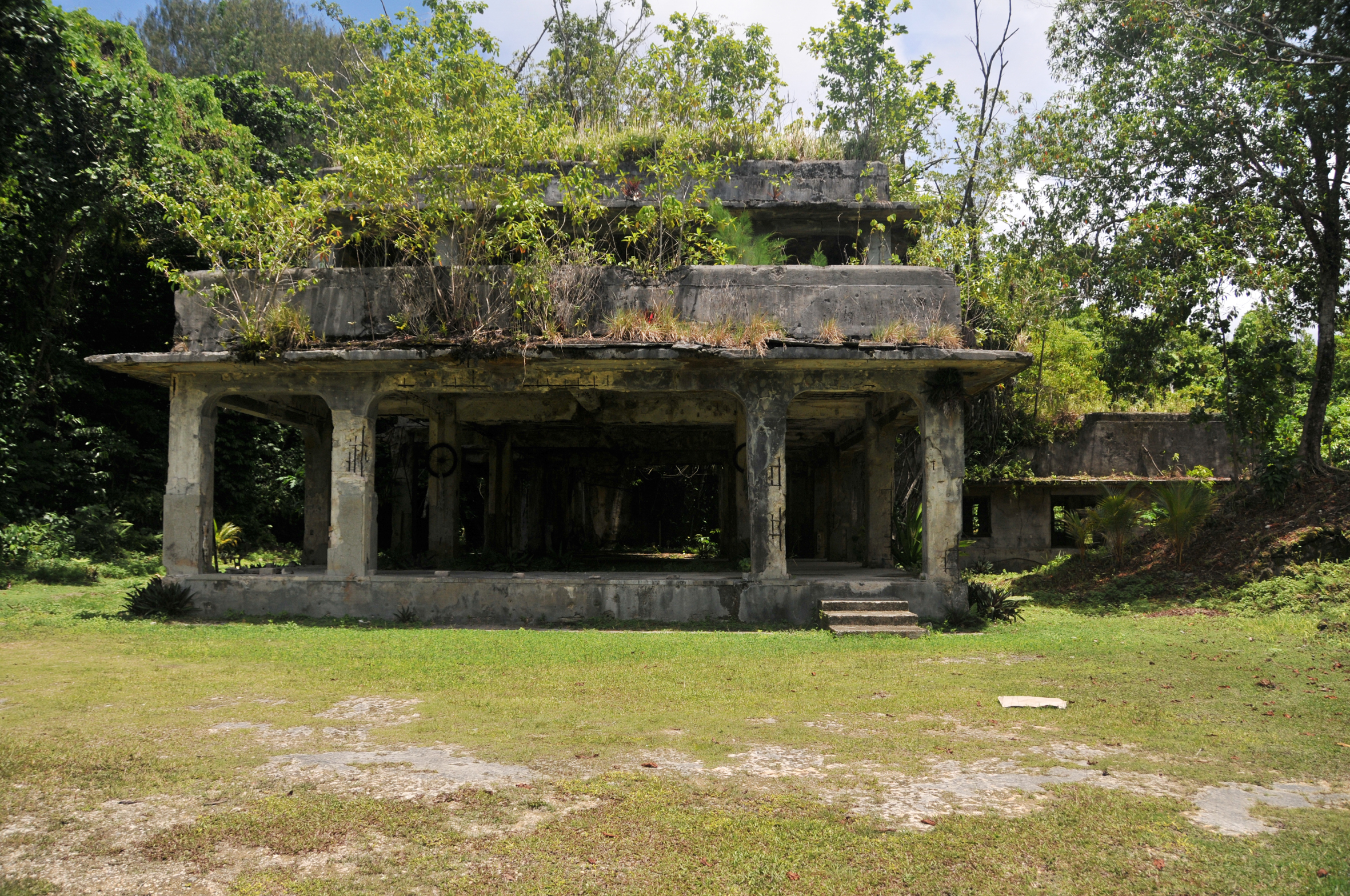
Ruinas de la Segunda Guerral Mundial en Peleliu

Dos años más tarde fueron exploradas en detalle por la expedición del oficial naval español Bernardo de Egoy Tras su derrota en la guerra hispano-estadounidense, España vendió Palaos (incluida Peleliu) al Imperio de Alemania en 1899. El control pasó a Japón tras la derrota Alemana en la Primera Guerra Mundial.
Durante la Segunda Guerra Mundial, la Batalla de Peleliu fue una importante batalla entre unidades del Cuerpo de Marines y del Ejército de Estados Unidos contra el Ejército Imperial Japonés. La batalla por la isla fue especialmente brutal porque para entonces los militares japoneses habían desarrollado tácticas de defensa de la isla con fuertes fortificaciones en las cuevas y formaciones rocosas de la isla, lo que permitía una defensa en profundidad que maximizaba las bajas de la fuerza atacante. 
En ambos bandos implicados en los combates se produjeron grandes pérdidas, con más de 2000 estadounidenses y 10 000 japoneses muertos, pero, sorprendentemente, no hubo bajas entre los civiles locales porque fueron evacuados de los combates a otras islas de Palaos.
Las ruinas de muchas de las instalaciones militares de la época, como la pista de aterrizaje, siguen intactas, y los naufragios de la batalla siguen siendo visibles bajo el agua frente a la costa. En la isla hay monumentos de guerra para los muertos estadounidenses y japoneses. Peleliu y Angaur fueron las únicas islas del archipiélago de Palaos ocupadas por los estadounidenses durante la guerra. La capital de Koror permaneció en manos japonesas hasta el final de la guerra.
En 1947, Peleliu pasó a estar bajo el control de Estados Unidos, bajo los auspicios de las Naciones Unidas, como parte del Territorio en Fideicomiso de las Islas del Pacífico. Palaos se independizó en 1978, y Peleliu se organizó como un estado dentro de la nueva república. En agosto de 2014, Peleliu acogió el "retiro de líderes" del 45.º Foro de las Islas del Pacífico, en el que participaron representantes de los 15 Estados miembros del foro.

## Geografía
Peleliu está aproximadamente a 10 kilómetros (5,4 millas náuticas) al noreste de la isla de Angaur y a 40 kilómetros (22 millas náuticas) al suroeste de la isla de Koror. Peleliu tiene un área total de 13 kilómetros cuadrados (5.0 millas cuadradas; 3200 acres). En 2000, su población era de 571 habitantes, lo que lo convierte en el tercer estado más poblado de Palau.  La mayor parte de la población de la isla vive en el pueblo de Kloulklubed, que es la capital del estado en la costa noroeste. Incluida la capital, hay un total de cuatro pueblos:
- Kloulklubed (noroeste)

- Imelechol (noreste)

- Lademisang (más al sur, en la parte central de la isla)

- Ongeuidel (más al norte)

### Islas del estado
El estado se compone de las siguientes islas:
| Isla          | Área (km²) | Población (2000) | Coordenadas                                             |
| ------------- | ---------- | ---------------- | ------------------------------------------------------- |
| Peleliu       | 12,8       | 571              | 07°00′44.65″N 134°15′01.24″E / 7.0124028, 134.2503444   |
| Ngercheu      | 0,93       | 0                | 07°05′33.51″N 134°16′41.12″E / 7.0926417, 134.2780889   |
| Ngesebus      | 0,95       | 0                | 07°03′23.92″N 134°15′35.94″E / 7.0566444, 134.2599833   |
| Ngurungor     | 0,54       | 0                | 07°01′16.39″N 134°16′20.731″E / 7.0212194, 134.27242528 |
| Kongauru      | 0,34       | 0                | 07°03′47.92″N 134°16′26.14″E / 7.0633111, 134.2739278   |
| Murphy Island | 0,02       | 0                | 07°03′54.97″N 134°16′56.75″E / 7.0652694, 134.2824306   |

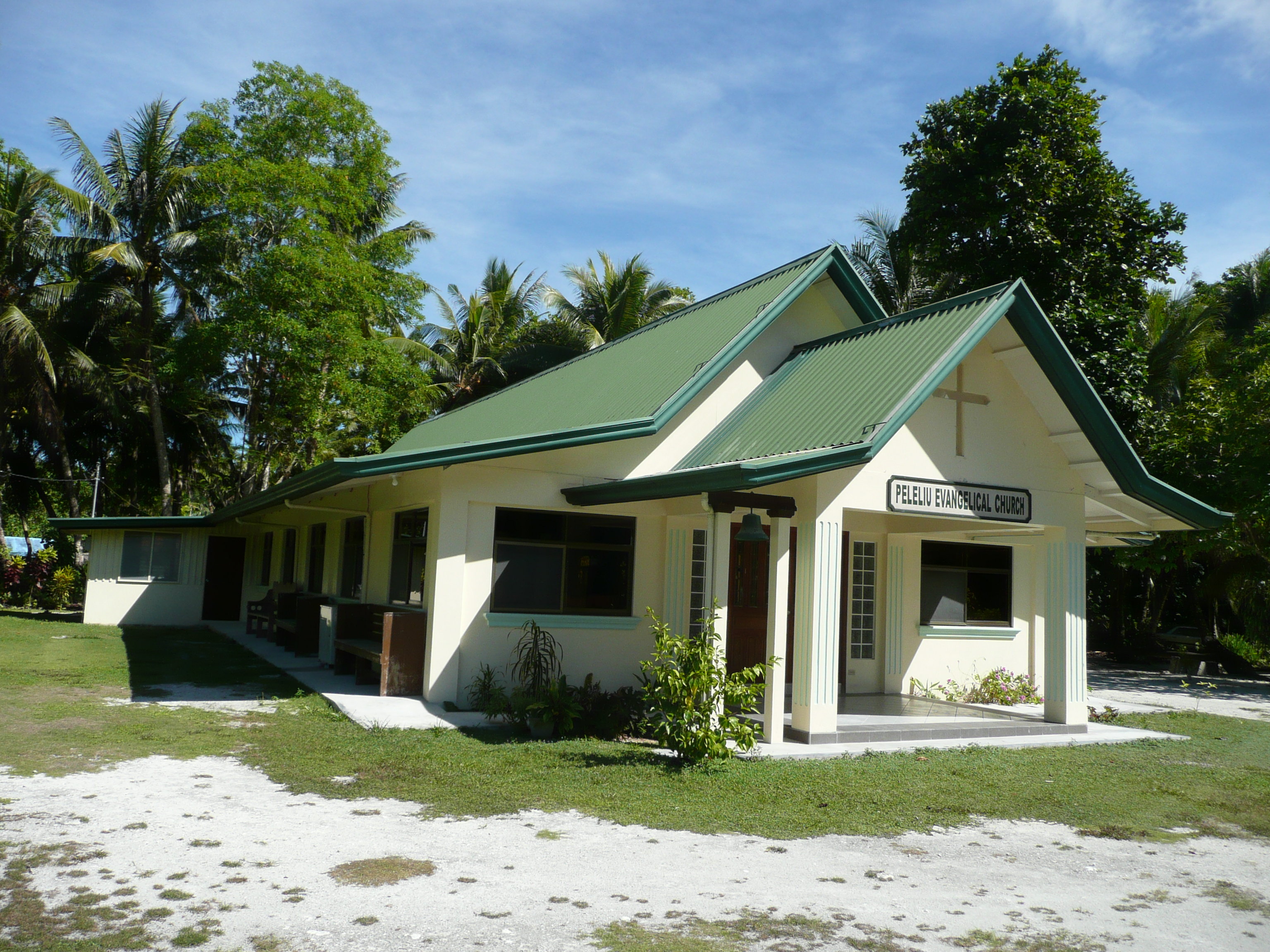
Iglesia en Peleliu

La mayoría de la población vive en la villa de Kloulklubed, en la costa norte de la isla de Peleliu, que es la capital del estado.

## Gobierno y Política
El estado de Peleliu, con una población inferior a 500 habitantes, tiene un jefe ejecutivo elegido, llamado gobernador. El estado también tiene una legislatura elegida cada tres años. La población del estado elige a uno de los miembros de la Cámara de Delegados de Palaos.

## Infraestructura
El aeródromo de Peleliu, creado por los japoneses en la Segunda Guerra Mundial, tiene la pista más larga y ancha de Palaos (1.850 metros), pero sólo la utilizan pequeños aviones fletados desde que se suspendieron los vuelos nacionales de Palaos a finales de 2005. 
Un servicio regular de barcos conecta la isla dos veces por semana con Koror y Angaur. El tiempo de viaje en barco desde Koror es de más de una hora. El pequeño puerto del extremo norte de la isla es poco profundo y sólo es apto para yates de poco calado.

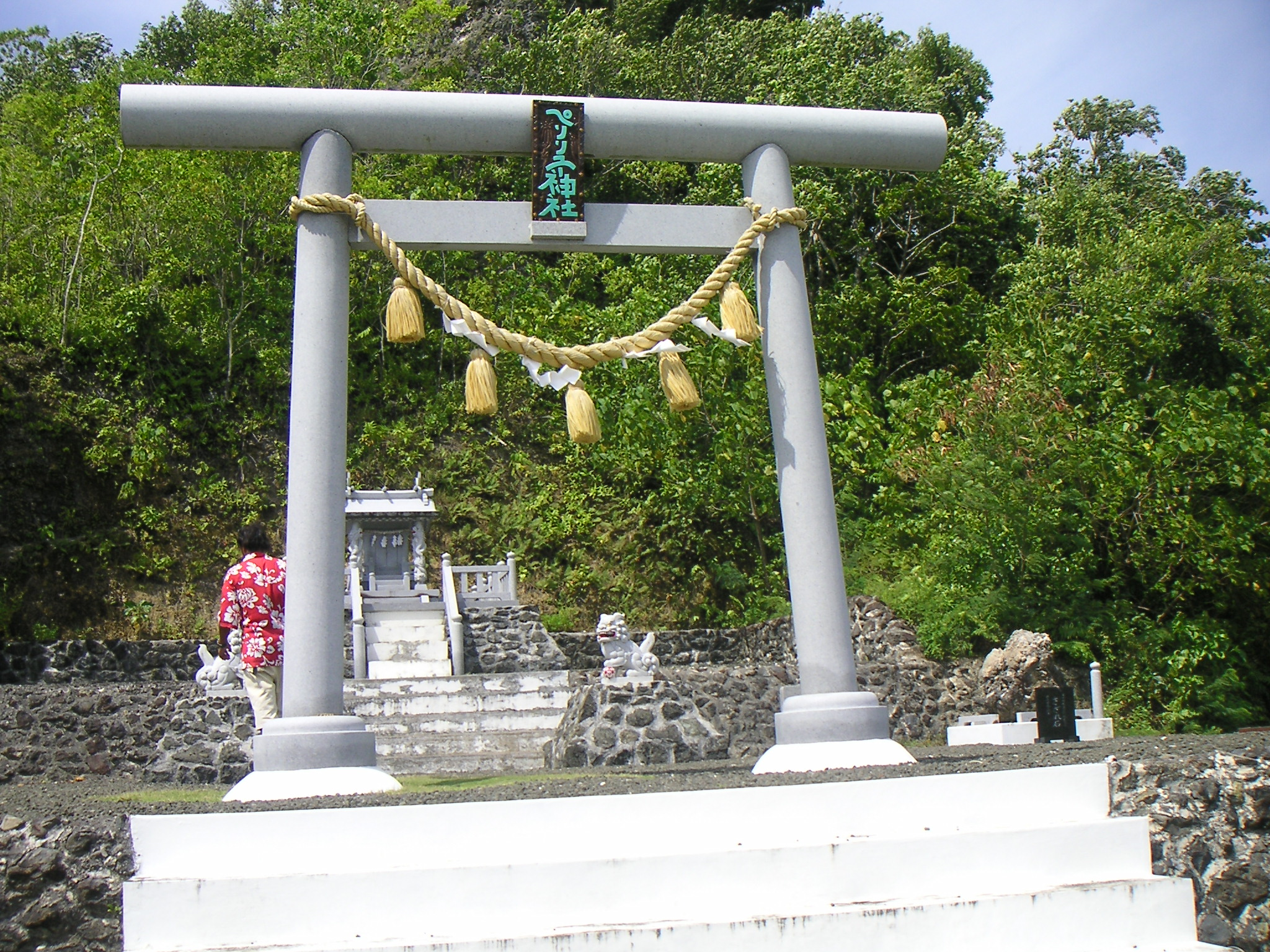
Santuario sintoísta en Peleliu.

### Campo de batalla de Peleliu
Toda la isla ha sido incluida en el Registro Nacional de Lugares Históricos como el campo de batalla de Peleliu y ha sido designada como Monumento Histórico Nacional de EE. UU.

## Educación
El Ministerio de Educación opera diversas escuelas públicas.
La Escuela Primaria Peleliu abrió sus puertas en 1946 y abrió su segundo edificio en 1966, y el primero todavía está en uso.
La escuela secundaria Palau en Koror es la única escuela secundaria pública del país, por lo que los niños de esta comunidad van allí.